# Milczenie (szwedzki film 1963)

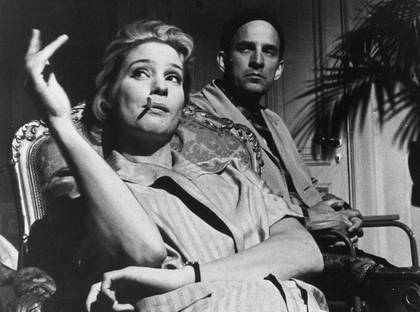
Ingrid Thulin i reżyser Ingmar Bergman na planie filmu Milczenie

Milczenie (szw. Tystnaden) – szwedzki film fabularny z 1963 roku. Trzecia część „trylogii pionowej” Ingmara Bergmana.

## Obsada
- Ingrid Thulin – Ester
- Gunnel Lindblom – Anna
- Jörgen Lindström – Johan
- Hakan Jahnberg – Kelner
- Birger Malmsten – Barman
- Eduardo Gutierrez – Impresario
- Eskil Kalling – Właściciel baru
- Birger Lensander – Odźwierny
- Karl-Arne Bergman – Gazeciarz
- Kristina Olausson – Anna
- Nils Waldt – Kasjer
- Olof Widgren – Starszy człowiek
- Zespół Eduardini – trupa karłów
- Lissi Alandh
- Leif Forstenberg

## Opis fabuły
Film, jest ostatnią i najbardziej abstrakcyjną częścią bergmanowskiej trylogii pionowej. Głównymi postaciami filmu są dwie kobiety Ester i Anna (będące prawdopodobnie siostrami), znajdujące się w mieście Timoka zagrożonym wojną. Mieszkańcy miasta, którego nazwa jest zniekształconym estońskim słowem oznaczającym kata, porozumiewają się w obcym dla bohaterek języku. Akcja filmu, tocząca się głównie w hotelu zamknięta jest w ramy 24 godzin. Główne bohaterki, będące przedstawicielkami dwóch różnych typów osobowości, są narzędziem, przy pomocy którego twórca ukazuje wewnętrzne sprzeczności człowieka uwikłanego w konflikt pomiędzy intelektem a fizycznością, pomiędzy ciałem a duchem. Milczenie podobnie jak poprzednie filmy trylogii zajmuje się również problemem braku porozumienia między ludźmi. Reżyser podkreśla konieczność kontaktu ukazując bezpośrednio jego brak pomiędzy rodzicem a dzieckiem oraz symbolicznie, przy pomocy obcego języka mieszkańców Timoki. Film zrealizowany jest w konwencji znanej z poprzednich filmów Bergmana, zimnej i ascetycznej, skupiającej się na ludzkich emocjach, pozbawionej barwnych efektów. Milczenie wywołało sprzeciw cenzury spowodowany śmiałymi scenami erotycznymi, rażącymi widzów swą bezpośredniością i realizmem.